# إيميت تايلور
إيميت تايلور (بالإنجليزية: Emmett Taylor)‏ هو عداء سريع أمريكي، ولد في 26 يناير 1947.